# Uhrînkivți, Zalișciîkî
Uhrînkivți (în ucraineană Угриньківці) este localitatea de reședință a comunei Uhrînkivți din raionul Zalișciîkî, regiunea Ternopil, Ucraina.

## Demografie
Componența lingvistică a localității Uhrînkivți
     Ucraineană (100%)
Conform recensământului din 2001, toată populația localității Uhrînkivți era vorbitoare de ucraineană (100%).